# Giuliano Nostini
Giuliano Nostini (ur. 3 października 1912 w Rzymie, zm. 16 sierpnia 1983 w Bressanone) – włoski florecista, wicemistrz olimpijski, wielokrotny medalista mistrzostw świata. Brat Renzo Nostiniego, także szermierza.
Na igrzyskach olimpijskich w Londynie w 1948 roku wspólnie z Edoardo Mangiarottim, Renzo Nostinim, Manlio Di Rosą, Giorgio Pellinim i Saverio Ragno zdobył srebrny medal we florecie drużynowym. W zawodach indywidualnych odpadł w fazie półfinałowej. Były to jego jedyne starty olimpijskie.
Podczas mistrzostw świata w Budapeszcie w 1933 roku (oficjalnie zawody tego cyklu rozgrywane są pod tą nazwą dopiero od 1937) Włosi w składzie: Giorgio Bocchino, Manlio Di Rosa, Gioacchino Guaragna, Giorgio Macerata, Giuliano Nostini i Saverio Ragno zdobyli drużynowo złoty medal. W tej samej konkurencji zdobywał następnie złote medale na mistrzostwach świata w Warszawie (1934), mistrzostwach świata w Lozannie (1935), mistrzostwach świata w Paryżu (1937), mistrzostwach świata w Pieszczanach (1938) i mistrzostwach świata w Kairze (1949) oraz srebrny na mistrzostwach świata w Lizbonie (1947). Ponadto na MŚ 1949 zdobył brązowy medal indywidualnie, plasując się za Francuzem Christianem d’Oriolą i swoim bratem, ex aequo z Edoardo Mangiarottim.